# Karlsbad (Németország)
Karlsbad település Németországban, azon belül Baden-Württembergben. Lakosainak száma 16 006 fő (2023. december 31.). Karlsbad Karlsruhe, Marxzell, Ettlingen és Waldbronn községekkel határos.

## Népesség
A település népessége az elmúlt években az alábbi módon változott:
| Lakosok száma | 9125 | 10 260 | 11 643 | 12 468 | 13 364 | 15 645 | 16 186 | 16 118 | 15 585 | 16 006 |
|               | 1961 | 1967   | 1974   | 1980   | 1987   | 1993   | 2000   | 2006   | 2013   | 2023   |